# سكة الحديد العابرة لسيبيريا

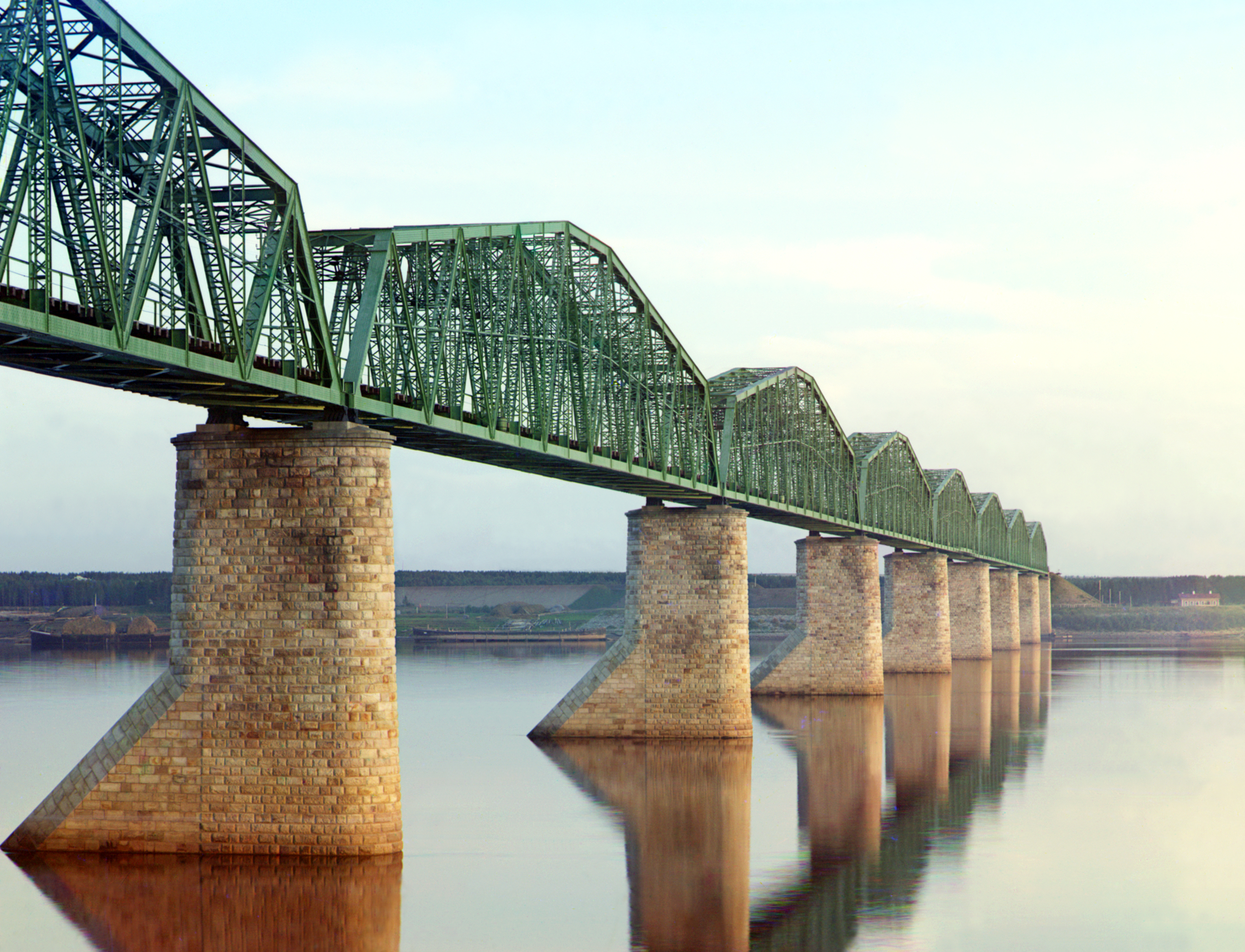
سكة حديد فوق نهر كاما

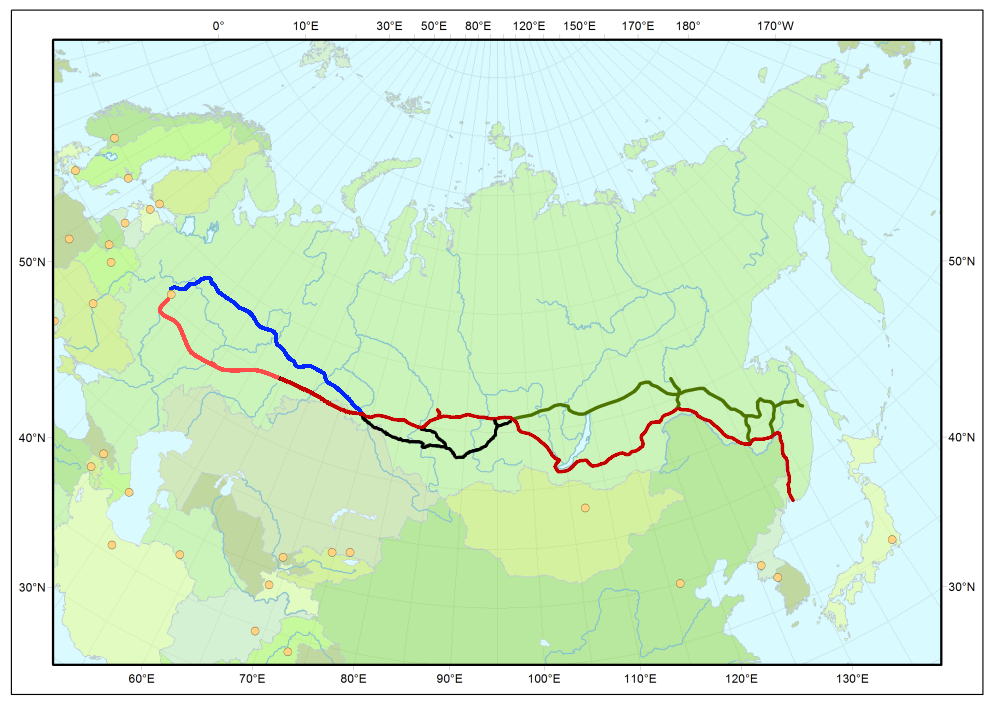
سكة الحديد العابر لسيبيريا باللون الأحمر

سكة الحديد العابرة لسيبيريا (بالروسية: Транссибирская магистраль) هي شبكة من السكك الحديدية بطول 9,289 كم تربط مدينة موسكو مع الشرق الأقصى الروسي وبحر اليابان.  يعتبر الخط أطول سكة حديد في العالم.  هناك خطوط إلى الصين من خلال منغوليا ومنشوريا، ويصل الخط لكوريا الشمالية. 
تم بناء السكك الحديدية بين عامي 1891 و 1916 تحت إشراف وزراء الحكومة الروسية الذين عينهم شخصياً القيصر ألكسندر الثالث وابنه القيصر نيقولا الثاني. ربطت سكة الحديد العابرة لسيبيريا موسكو بفلاديفوستوك منذ عام 1916. 